# Acacia lysiphloia
Acacia lysiphloia är en ärtväxtart som beskrevs av Ferdinand von Mueller. Acacia lysiphloia ingår i släktet akacior, och familjen ärtväxter. Inga underarter finns listade i Catalogue of Life.